# Rinaldo e Armida (Domenichino)
Rinaldo e Armida è un dipinto a olio su tela (121x167 cm) realizzato nel 1620 circa dal pittore Domenichino.
È conservato nel Museo del Louvre di Parigi. Un tempo faceva parte delle Collezioni Gonzaga di Mantova.